# 新渡戸文化短期大学
新渡戸文化短期大学（にとべぶんかたんきだいがく、英語: Nitobe Bunka College）は、東京都中野区本町六丁目38番1号に本部を置く日本の私立大学。1927年創立、1950年大学設置。大学の略称は文短。

## 概観

### 大学全体
- 東京都中野区に所在する日本の私立短期大学で、設置主体は学校法人新渡戸文化学園[1]。
- 国内で最初に認可された短期大学149校[注 3]の1校として、1950年に1学科体制で開学した[2]。
- 経営母体ははじめ学校法人東京文化学園で、2008年度より学校法人新渡戸文化学園に組織変更し、大学名も2010年度、東京文化短期大学から改称した。当初は家政科のみの単科短大だったが、2学科[注 4]。同区本町にフードデザイン学科が、中野に臨床検査学科のキャンパスが其々置かれている。

### 建学の精神（校訓・理念・学是）
- 新渡戸文化短期大学における建学の精神は「Head・Hands・Heart」となっている。これは「はたらく頭、勤しむ双手、ひろき心」を意味する。

### 目指すもの・・・HAPPINESS CREATOR（ハピネスクリエーター）
- 大切な誰かのために、社会のために自分自身の末来のために。豊かな人間力とクリエイティビティな心を育むNITOBEの教育。そこには伝統が育んできた精神と、時代の先を見据えた革新の心が宿っています。

### 教育および研究
- 新渡戸文化短期大学には、フードデザイン学科と臨床検査学科があり、以下のような教育を展開している。
- フードデザイン学科　栄養士コース：栄養と食のスペシャリストになるための実践的な専門知識と基本的な調理技術を身につけている。 栄養士として人々の健康に広く貢献する者としての意欲と使命感を身につけている。
- フードデザイン学科　食生活デザインコース ： 食生活をデザインするための専門知識を有し、様々な社会課題を解決する意欲と使命感を身につけて いる。  食産業におけるデザイン・生産・加工・流通・販売等の業務に携わる上で必要となる知識や考え方、技 術を身につけている。
- 臨床検査学科（3年制）では、慶應義塾大学病院・聖路加国際病院・東京慈恵会医科大学附属青戸病院・東京慈恵会医科大学附属柏病院・東京慈恵会医科大学附属第三病院などの医療機関が実習先として確保されている。「微生物検査学」・「病理検査学実習」・「生化学検査学実習」などの実習科目がある。国家資格の学科カリキュラムは卒業所要単位が114単位以上である。
- 海外語学研修：オーストラリアやニュージーランドにて行われている。

### 学風および特色

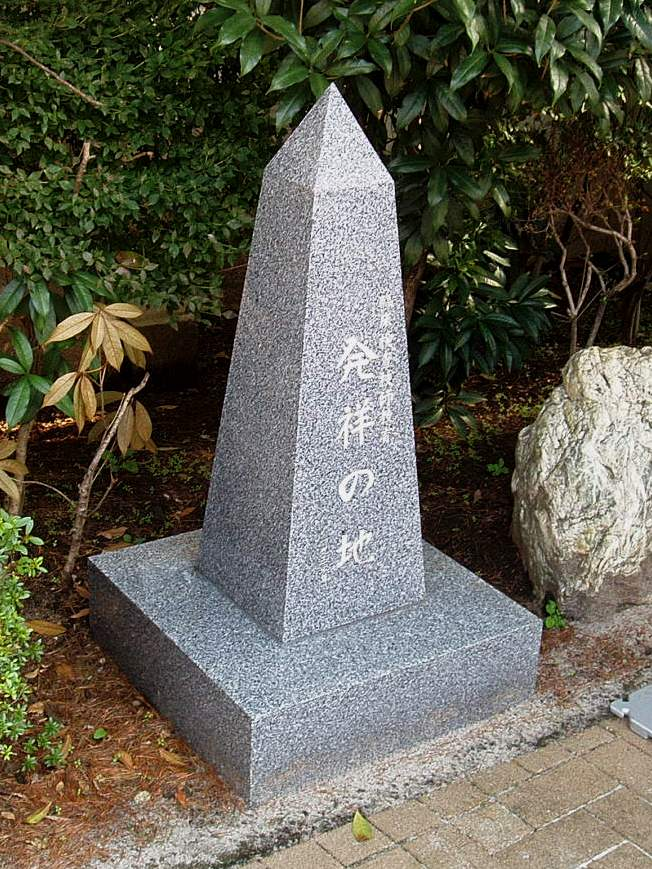
「臨床検査技師教育発祥の地」碑

- 日本最初の臨床検査技師養成施設である。本校には「臨床検査教育発祥の地」という記念碑が建立されている。
- 新渡戸文化短期大学は2006年度、財団法人短期大学基準協会における第三者評価の結果、「適格」認定を受けている。
- 1927年 森本厚吉により創始された女子文化高等学院にはじまり、以来女子のみの教育を行ってきたが、近年男女共学となった。従来は家政系の短大というイメージが強かったが、現在は福祉社会において活躍できる人材を育成する短大というイメージに衣替えしている。

## 沿革
- 1927年
  - 東京市本郷区元町（現・文京区本郷）に女子文化高等学院を創立
- 1928年
  - 専門学校令により女子経済専門学校に昇格・改称
- 1931年
  - 東京市豊多摩郡中野町（現・中野区本町、現在地）にあった成美高等女子学校を引き継ぎ、女子経済専門学校附属高等女学校と改称
- 1934年
  - 女子経済専門学校を東京市豊多摩郡中野町（現・東京都中野区、現在地）へ移転
- 1944年
  - 東京女子経済専門学校と改称。経済科・育児科・保健科を設置
- 1946年
  - 英文科を設置。東京女子経済専門学校附属幼稚園を開設
- 1947年
  - 学制改革により女子経済専門学校附属高等女学校を東京女子経済専門学校附属中学校・高等学校に改組
- 1948年
  - 東京女子経済専門学校附属小学校を開校。
- 1949年
  - 10月 文部省[注釈 1]に短期大学[注 5]の設置認可に関する申請を行う[注 6]。なお、学科・専攻は以下の通りとなっている[注 7]。
    - 家政理科 入学定員50名
    - 実務経済科 入学定員60名
    - 家政保健科 入学定員50名
- 1950年
  - 3月14日 左記を以て短期大学の設置が文部省[注釈 1]より認可される[8]出典[9]。
  - 4月1日 左記を以て東京文化短期大学が以下の学科体制にて開学する[注 8]。
    - 家政理科 入学定員50名→家政科 入学定員60名
    - 実務経済科 入学定員60名→不認可
    - 家政保健科 入学定員50名→不認可

  - 高等学校・中学校・小学校・幼稚園を東京文化高等学校・中学校・小学校・幼稚園と改称）。児童研究所を設置
- 1951年
  - 3月1日 財団法人東京女子経済専門学校から学校法人東京文化学園に組織変更[12]。栄養士養成施設に指定される
- 1952年
  - 医学技術研究室（1年制）を開設。
- 1954年
  - 5月1日 学生数[13]/定員
    - 家政科 190[注釈 2]/160
- 1955年
  - 医学技術研究室を東京文化医学技術学校（2年制）に発展的解消
- 1957年
  - 4月1日 専攻科の設置が認められ、以下の課程を設ける[14]。
    - 食堂・給食施設管理専攻 入学定員30名
- 1962年
  - 4月1日 家政科の入学定員を80→150に増員[15]。
  - 5月1日 学生数[16]/定員
    - 家政科 283[注釈 2]/230
- 1972年
  - 婦人教養講座を開始
- 1976年
  - 東京文化医学技術学校を東京文化医学技術専門学校（女子のみ）に改組し、以下の学科を置く。
    - 臨床検査学科（3年制）を設置
- 1979年
  - 杉並区和田一丁目に幼稚園・小学校を移転
- 1983年
  - 4月1日 家政科のコースを食物栄養コースと教養教職コースに再編
- 1987年
  - 桃園校舎（現・中野校舎）を新築し、東京文化医学技術専門学校を移転。専門学校東京文化学園ビジネスアカデミーを開設。
- 1992年
  - 5月1日 学生数[注 9]/定員
    - 家政科 473[注釈 2]/300
- 1995年
  - 専門学校東京文化学園ビジネスアカデミーを休校（後に廃止）。桃園校舎を臨検校舎に名称変更
- 1997年
  - 家政科のコースを食物栄養コースと人間環境コースに再編。
- 1999年
  - 5月1日 学生数[19]/定員
    - 家政科 398[注釈 2]/300
- 2000年
  - 東京文化短期大学50周年
- 2002年
  - 4月1日 家政科を生活学科へ改称、コース制を廃止して以下の専攻課程を設ける[20]。
    - 食物栄養専攻 入学定員120名
    - 生活文化専攻 入学定員30名

  - 同 東京文化医学技術専門学校を共学化
- 2003年
  - 4月1日 女子のみから男女共学化。生活学科に以下の課程を設ける[21]。
    - 生活福祉専攻 入学定員40名

  - 同 既存の課程については、以下の通り減員する、
    - 食物栄養専攻 120→90
    - 生活文化専攻 30→20
- 2004年
  - 3月31日 以下については左記をもって正式に廃止とする。
    - 専攻科食堂給食施設管理専攻

  - 4月1日 生活学科に以下の課程を設ける。
    - 児童生活専攻 入学定員30名

  - 同 同時に専攻科において以下の課程を置く。
    - 児童生活専攻 入学定員30名[注 10]
- 2005年
  - 3月31日 生活学科における以下の課程については左記をもって正式に廃止とする[22]。
    - 生活文化専攻

  - 4月1日 東京文化短期大学に新渡戸・森本研究所、こども教育研究所を開設。
- 2006年
  - 4月1日 以下の学科を増設[23]。
    - 臨床検査学科[注 11]入学定員64名

  - 同 生活学科児童生活専攻に幼稚園教諭二種免許状の課程を設置
- 2007年
  - 東京文化学園80周年記念式典を挙行
- 2008年
  - 法人名を学校法人東京文化学園から学校法人新渡戸文化学園に改称。
  - 東京文化医学技術専門学校を閉校。
  - 臨床検査学研究所を開設
  - 4月1日 生活学科における以下の専攻については、この年度で学生募集を最終とする[注 12]
- 2010年
  - 3月31日 生活学科における以下の課程については、左記をもって正式に廃止とする[25]。
    - 生活福祉専攻

  - 4月1日 新渡戸文化短期大学に改称[25]。
  - 東京文化高等学校・中学校・小学校・幼稚園も新渡戸文化高等学校・中学校・小学校・幼稚園と改称）。新渡戸文化小学校を杉並区和田から中野区本町へ移転
- 2011年
  - 新渡戸文化幼稚園を杉並区和田から中野区本町へ移転。新渡戸文化アフタースクールを開校。杉並区和田の土地を女子美術大学に売却
- 2012年
  - 新渡戸文化幼稚園が二歳児保育を開始
- 2013年
  - 新渡戸文化幼稚園を新渡戸文化子ども園に表記を変更
- 2014年
  - 新渡戸文化中学校を男女共学化。
- 2016年
  - 4月1日 臨床検査学科の入学定員を64→80に増員[26]。
- 2017年
  - 新渡戸文化高等学校を男女共学化。学校法人新渡戸文化学園創立90周年
- 2018年
  - 新渡戸文化小学校・中学校を小中学校化
  - 4月1日 専攻科に以下の課程を設置する[27]。
    - 調理専攻 入学定員20名
- 2019年
  - 学外有識者による「NITOBE FUTURE ADVISERS」を設置
  - 4月1日 生活学科における以下の専攻については、この年度で学生募集を最終とする[注 13]。
    - 児童生活専攻
- 2021年
  - 3月31日 生活学科における以下の課程については、左記をもって正式に廃止とする[29]。
    - 児童生活専攻
- 2021年
  - 4月1日 生活学科を食物栄養学科へ改組[29]
- 2025年
  - 4月1日 食物栄養学科をフードデザイン学科へ改組 食生活デザインコース新設

## 基礎データ

### 所在地
- 本部（東京都中野区本町6-38-1）
- 臨検校舎（東京都中野区中野3-43-16）

### 象徴
- 右記資料を参照のこと[注 14]

## 教育および研究

### 組織

#### 学科
- フードデザイン学科 入学定員80名[1]
- 臨床検査学科 入学定員80名（3年制）[1]

##### 過去にあった学科・専攻
- 生活学科
  - 生活文化専攻 入学定員20名[注 15]
  - 生活福祉専攻 入学定員30名[注 16]
  - 食物栄養専攻→食物栄養学科
  - 児童生活専攻 入学定員50名[注 17]

#### 専攻科
- 調理専攻 入学定員20名[1]

##### 過去にあった専攻科
- 食堂給食施設管理専攻 入学定員30名[34]
- 児童生活専攻 入学定員50名[注 18]

#### 別科
- なし

##### 取得資格及びその変遷
資格
- 栄養士：生活学科食物栄養専攻
- 介護福祉士：生活学科生活福祉専攻
- 保育士：専攻科に進学する必要があった。

受験資格
- 臨床検査技師：臨床検査学科

教職課程
- 幼稚園教諭二種免許状が生活学科児童生活専攻で取得できるようになっていた。
- 家政科にて中学校教諭二種免許状（家庭）が取得できるようになっていた[注 19]

#### 附属機関
- 児童研究所
- 臨床検査学研究所

### 研究
- 『こども教育研究所紀要』[38]
- 『文化生活』[39]
- 梅村詩子, 東京文化短期大学 『若年成人女子における動脈硬化性疾患の危険因子改善のための健康教育プログラムの開発』[40]
- 大出春江, 東京文化短期大学『病院組織における助産婦と出産の正常性 誰が「正常」と認めるか』[41]ほか

応した学生支援プログラム
- - ○○プロジェクト

## 学生生活

### 部活動・クラブ活動・サークル活動
- 新渡戸文化短期大学のクラブ活動
  - 体育系：弓道・サッカー・テニス・ソフトボール・バスケットボール・バドミントン・バレーボール・ボウリングほか
  - 文化系：「ギター・マンドリン」・軽音楽・「Sweet Party」[注 20]・「調理」ほか

### 学園祭
- 新渡戸文化短期大学の学園祭は「新渡戸祭」と呼ばれ毎年、概ね11月に行われている。2008年には矢島美容室が訪れた。

## 大学関係者と組織

### 大学関係者組織
- 新渡戸文化短期大学には、同窓会組織があり、北海道から沖縄まで一部を除いた府県に支部を置いている。

### 大学関係者一覧
- 新渡戸稲造 - 本学のもととなった女子経済専門学校の初代校長を務めた（高等学校・中学校のもととなった東京女子経済専門学校附属高等女学校の初代校長も兼任した）

## 施設

### キャンパス

#### 東高円寺キャンパス
- 使用学科：食物栄養学科
- 使用専攻科：調理専攻
- 使用附属施設：なし

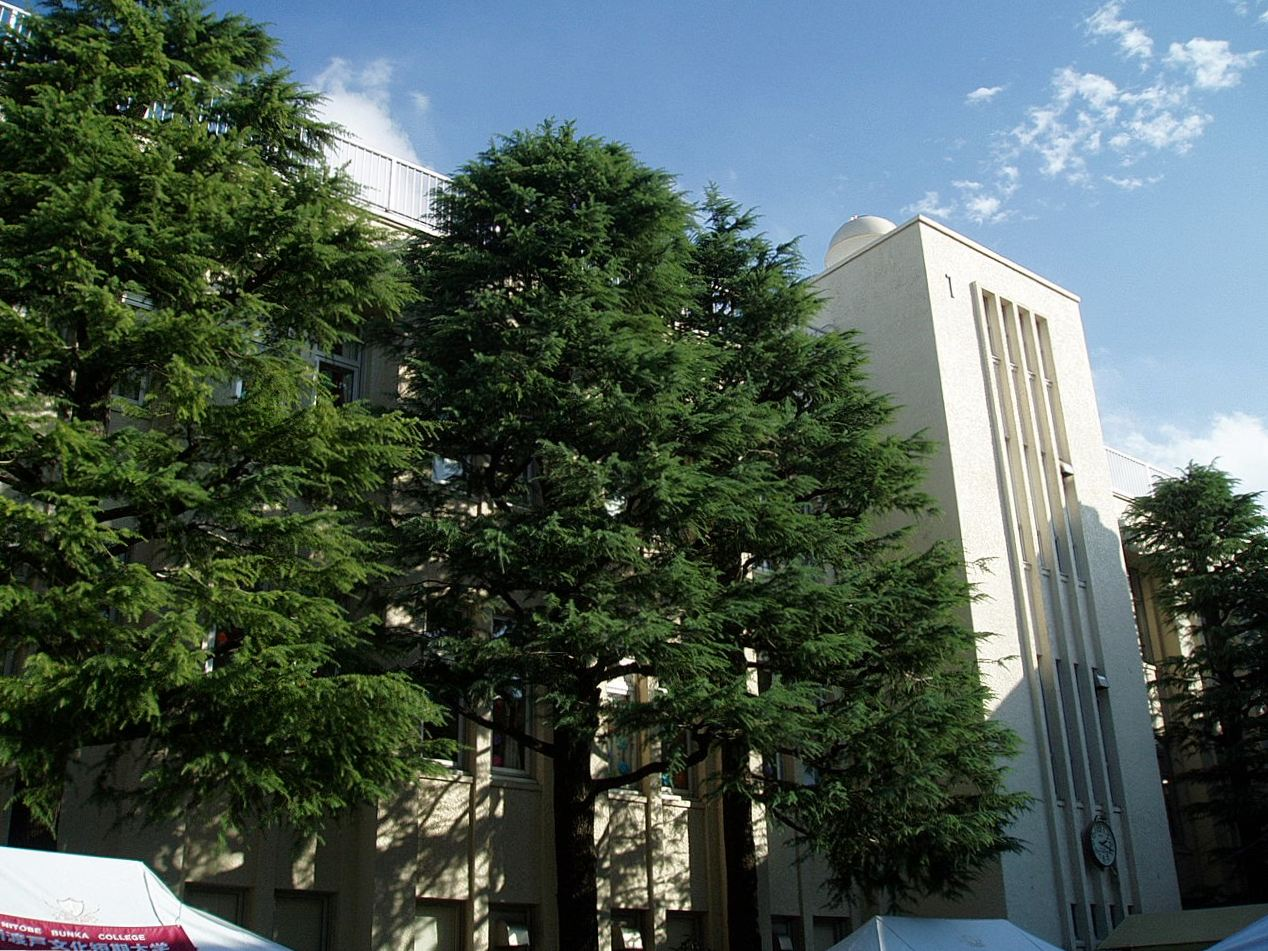
1号館（新渡戸記念館）

- 交通アクセス：東京地下鉄丸ノ内線東高円寺駅
- 設備：1号館・2号館・6号館・8号館・9号館・テニスコート・体育館ほか
  - 1号館（新渡戸記念館）はウィリアム・メレル・ヴォーリズ設計[42]、1937年竣工[43]。

#### 中野臨検キャンパス
- 使用学科：臨床検査学科
- 使用専攻科：なし
- 使用附属施設：なし

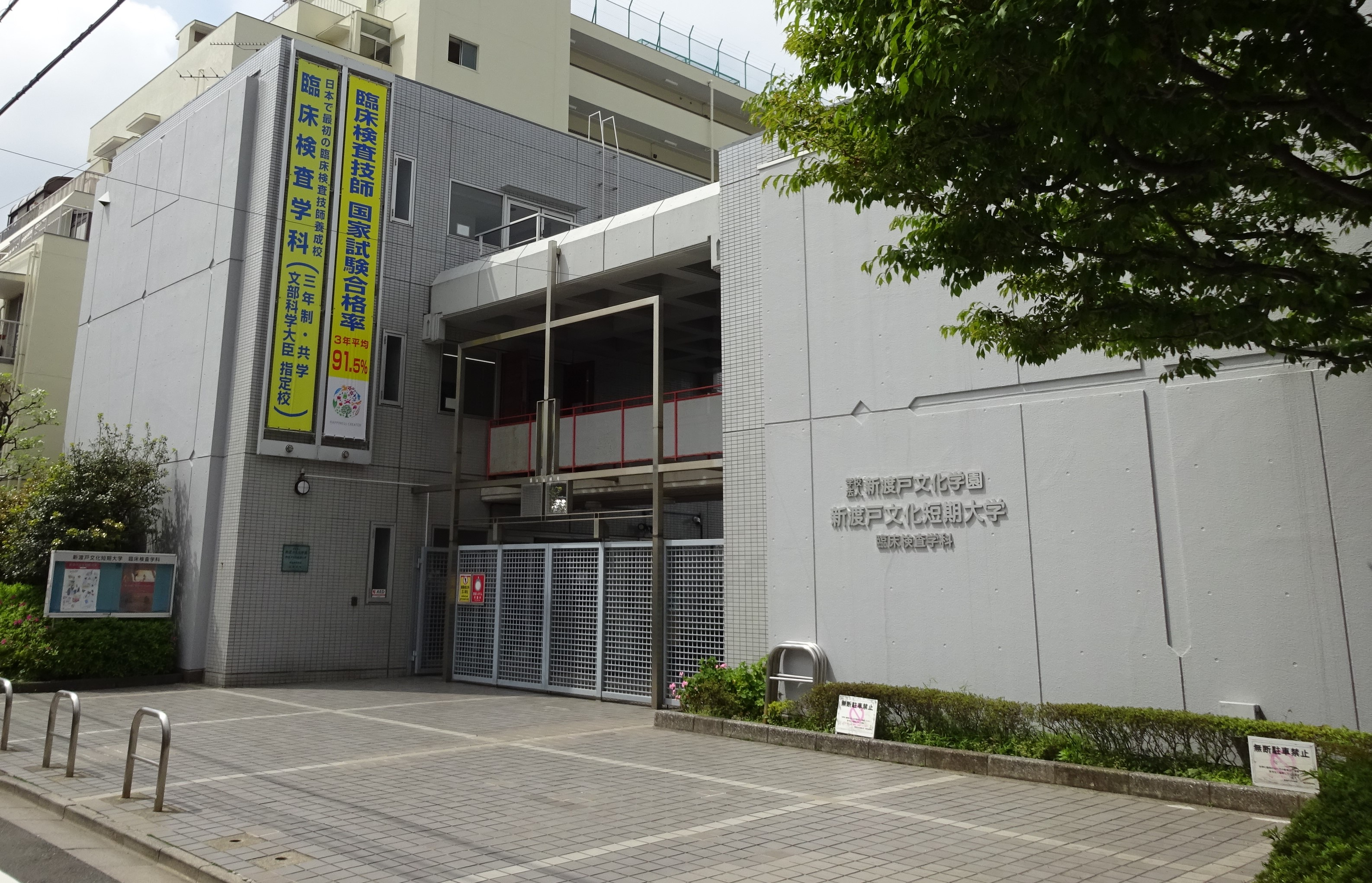
臨検校舎

- 交通アクセス：JR中央本線・東京メトロ東西線中野駅
- 設備：図書館・実習室・カフェテリアなどがある。

## 対外関係

### 系列校
- 新渡戸文化中学校・高等学校
- 新渡戸文化小学校
- 新渡戸文化子ども園

## 卒業後の進路について

### 編入学・進学実績
- 生活学科
  - 生活文化専攻（旧・家政科含む）：東京海洋大学・東京家政学院大学ほか
  - 生活福祉専攻：つくば国際大学・十文字学園女子大学・西武文理大学・聖徳大学・恵泉女学園大学・大正大学・田園調布学園大学ほか
  - 食物栄養専攻（旧・家政科食物栄養コース含む）：女子栄養大学・目白大学・東京農業大学・麻布大学・国際学院埼玉短期大学専攻科ほか
  - 児童生活専攻：東海大学ほか
- 臨床検査学科：群馬大学・東北大学・名古屋大学・麻布大学・文京学院大学・日本工学院専門学校ほか